# Felice Beato
Felice Beato (født 1832, død 29. januar 1909) var en italiensk fotograf, der var en af de første krigsfotografer.
Beato er desuden kendt for sine portrætter og panoramabilleder fra Østasien og Mellemøsten. Han rejste meget og fik lejlighed til at tage billeder i lande, som var fjerne og ukendte for de fleste i samtidens Europa og Nordamerika. Beato tog nogle af de mest kendte billeder fra Sepoy-oprøret, Krimkrigen og anden opiumskrig, og hans fotografi dannede skole for det, der senere blev til fotojournalistik.

## Galleri
- Doresetoter, søn af Umjud Ally Shah, og hans tjener (1858-59, tilskrives Beato)
- Første kendte foto af koreanere, 1871
- Den kinesiske prins Gong, 1860